# Siikajoki
Siikajoki est une municipalité de l'ouest de la Finlande, dans la région d'Ostrobotnie du Nord.

## Histoire
La commune fut le théâtre d'une importante bataille de la guerre de Finlande. Le 18 avril 1808, des Suédois en nette infériorité numérique y remportent leur première victoire défensive contre les Russes, victoire confirmée 9 jours plus tard à la bataille de Revolax, sur la paroisse voisine de Ruukki.
La commune voisine de Ruukki est rattachée à Siikajoki au 1er janvier 2007, cela lui a permis de quadrupler sa population et sa superficie.

## Géographie
La commune, très plane et peu peuplée, marque l'embouchure de la rivière Siikajoki, la rivière du lavaret, qui se déverse dans le nord du Golfe de Botnie.
Les municipalités limitrophes sont Raahe au sud, Ruukki au sud-est et Lumijoki à l'est. L'île d'Hailuoto est à 8 km au nord, au-delà d'un bras de mer. On trouve dans ce détroit un des plus importants champ d'éoliennes du pays.

## Démographie
Depuis 1980, l'évolution démographique de Siikajoki est la suivante, :
| Année      | 1980  | 1985  | 1990  | 1995  | 2000  | 2005  |
| ---------- | ----- | ----- | ----- | ----- | ----- | ----- |
| population | 6 122 | 6 419 | 6 583 | 6 507 | 6 061 | 5 808 |

| Année      | 2010  | 2015  | 2020  |
| ---------- | ----- | ----- | ----- |
| population | 5 682 | 5 508 | 5 140 |

## Transports
Les axes routiers principaux sont la route nationale 8, la route principale 86 et la route régionale 807 et la route régionale 813.
Siikajoki est aussi traversée par la voie ferrée Seinäjoki–Oulu et par la ligne Tuomioja–Raahe.

## Personnalités
- Albert Pudas (1899-1976), natif de Siikajoki, est le premier joueur finlandais de hockey sur glace à jouer en Ligue nationale de hockey, avec les St. Pats de Toronto le 30 décembre 1926.
- Yrjö Murto (1899-1963), homme politique

## Galerie

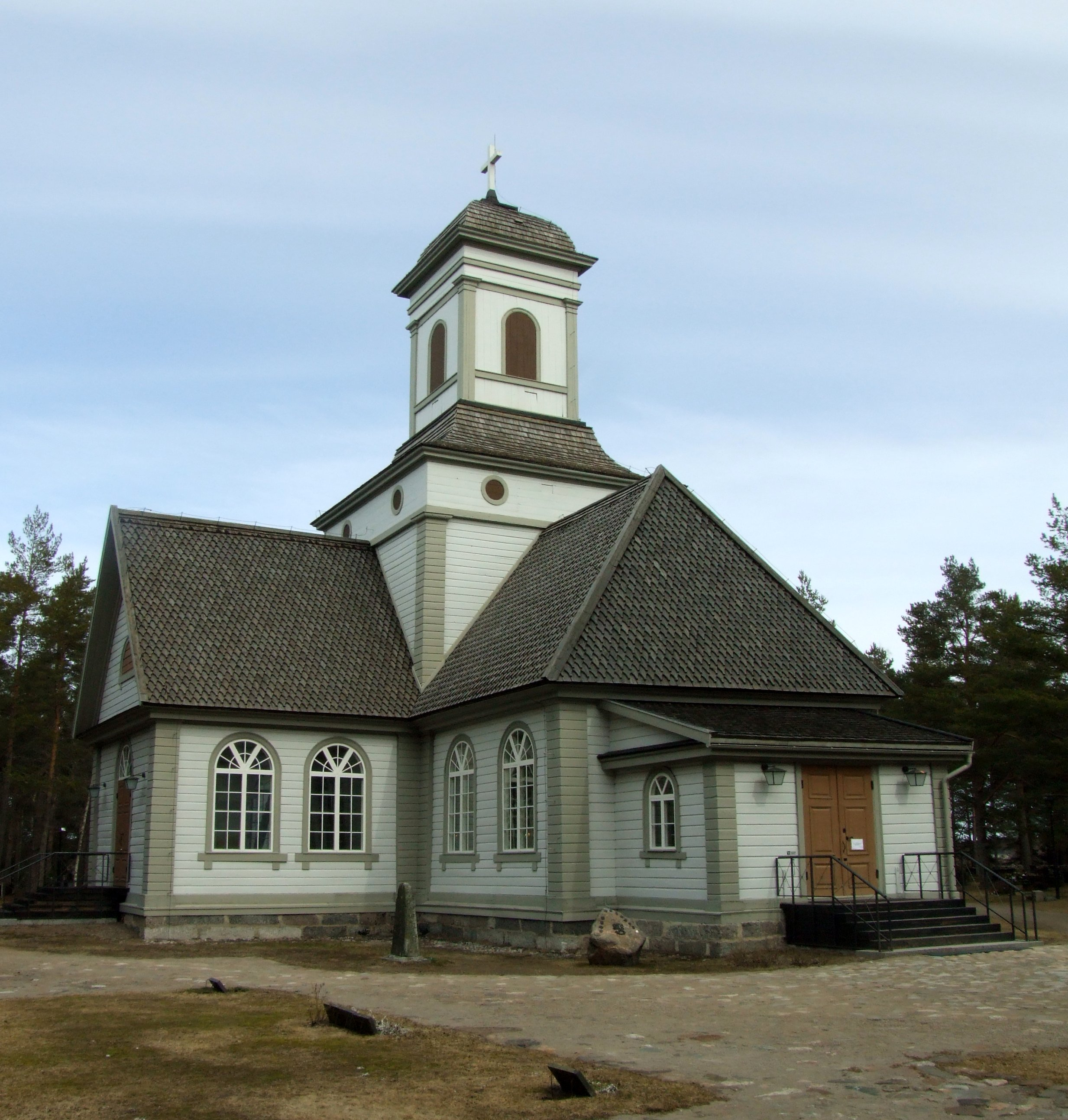
Église de Siikajoki.
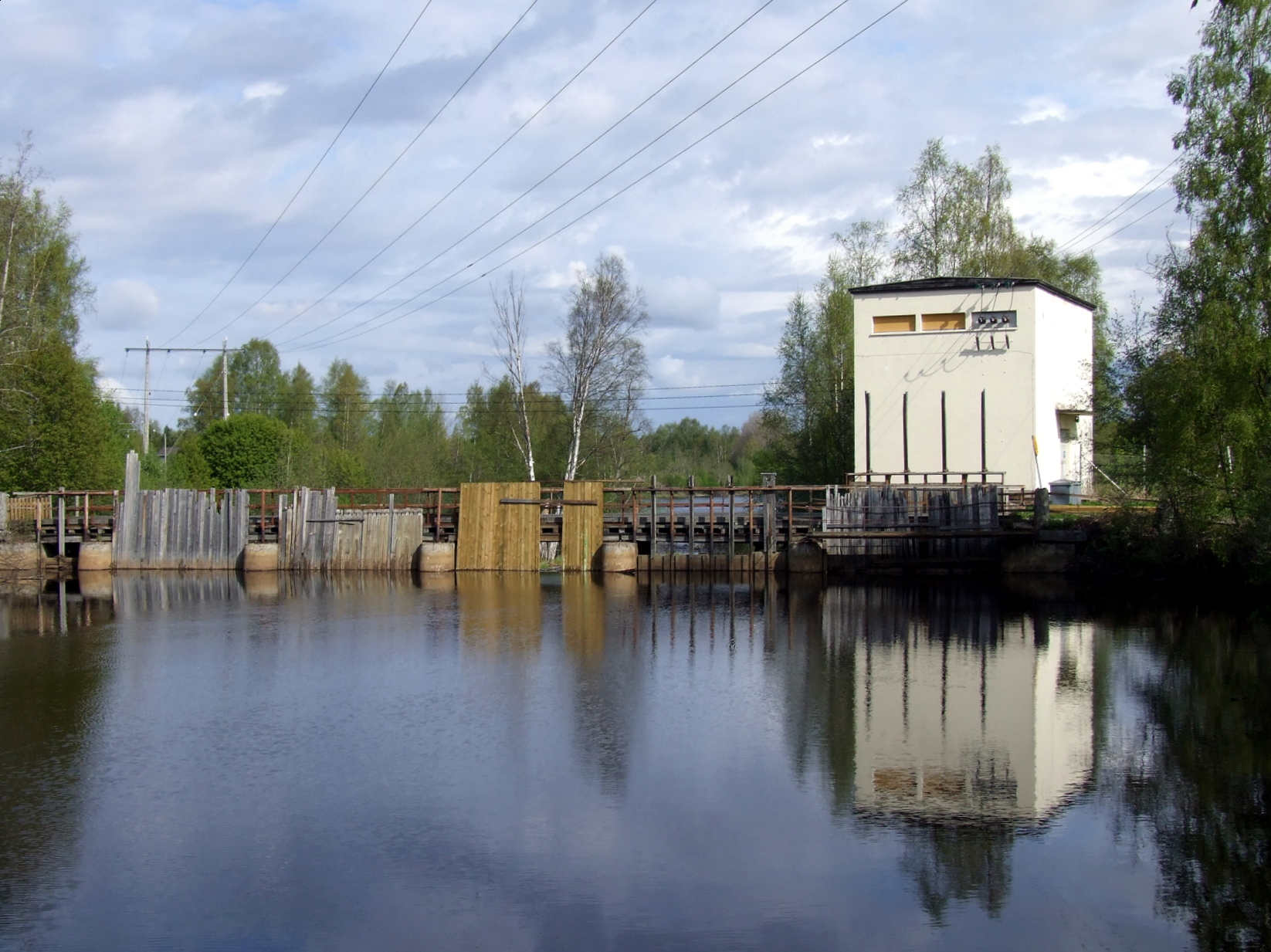
Centrale hydroélectrique de Ruukinkoski.
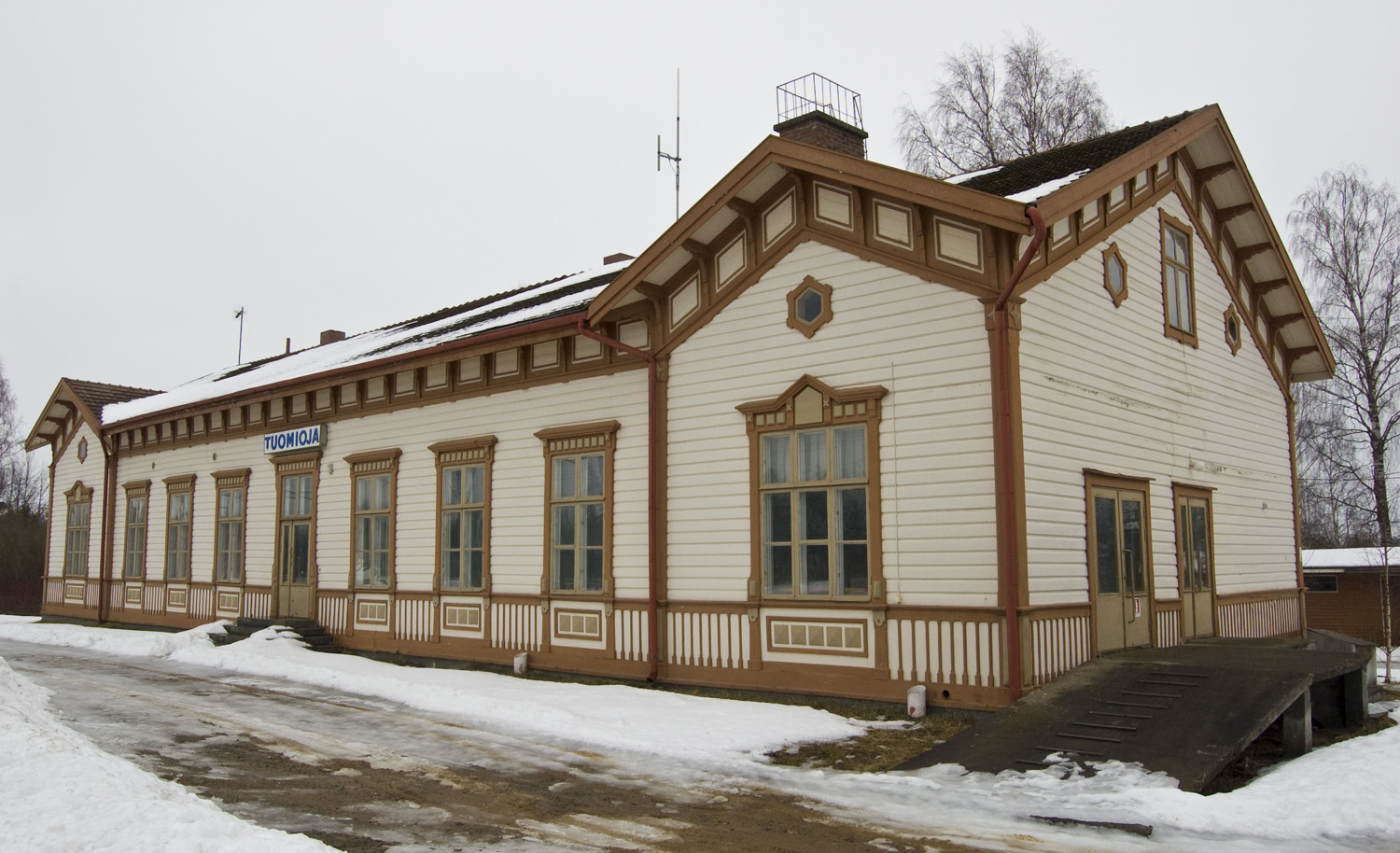
Gare de Tuomioja.
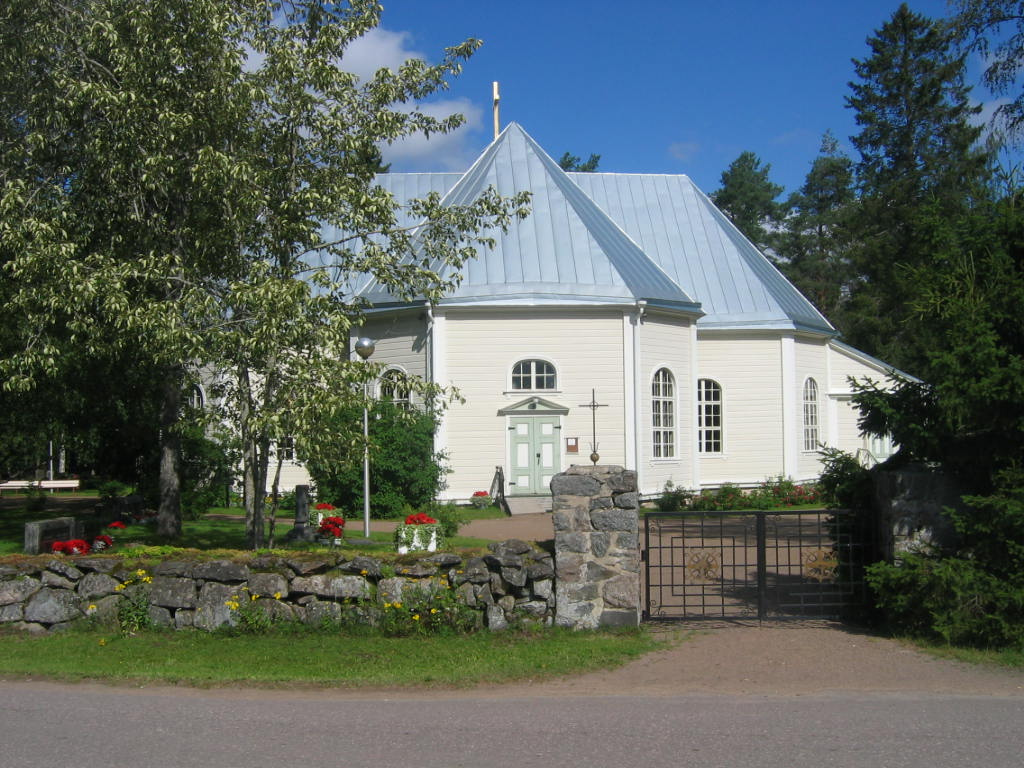
Église de Paavola.
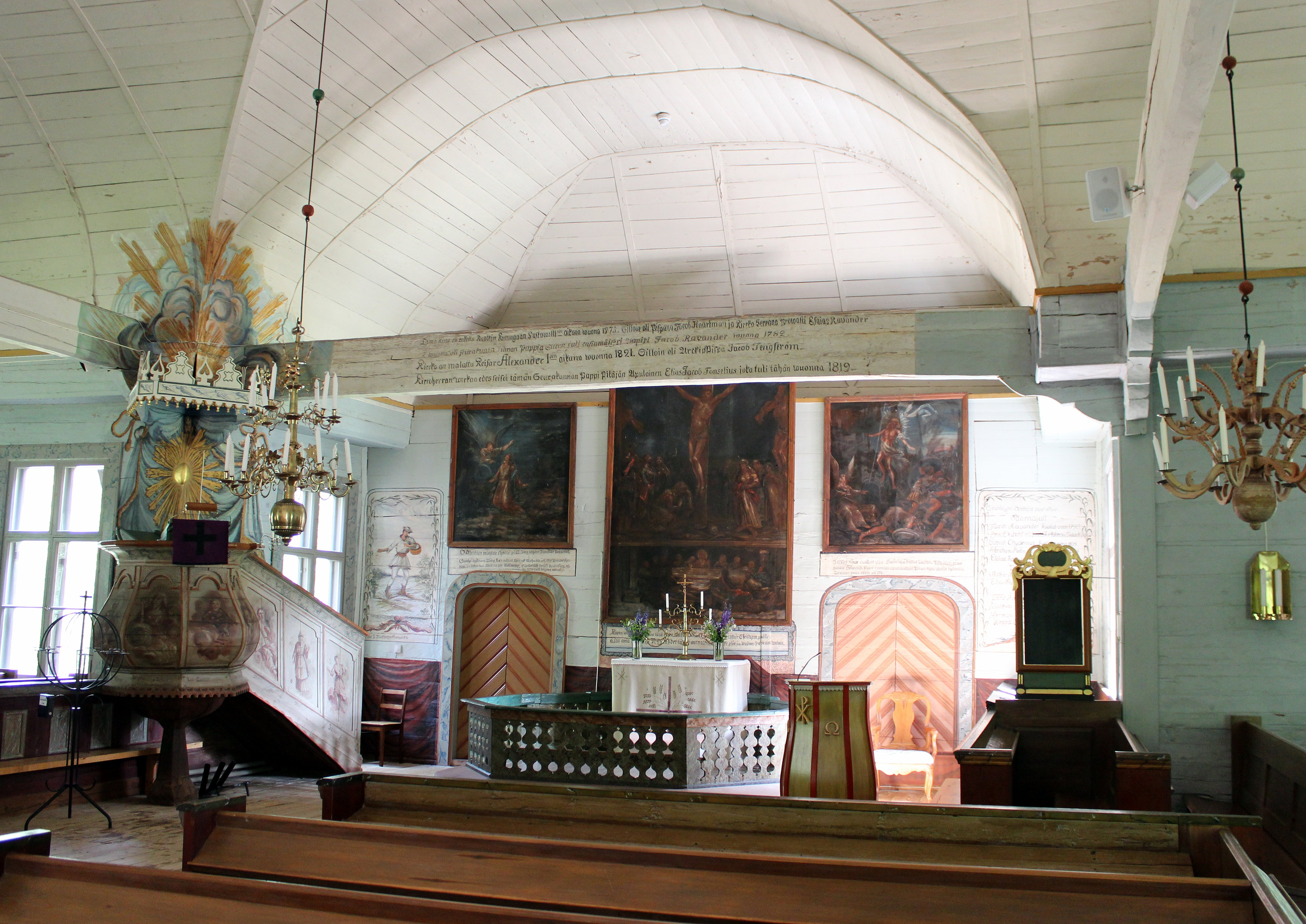
Église de Revonlahti.